# داب (طائر)

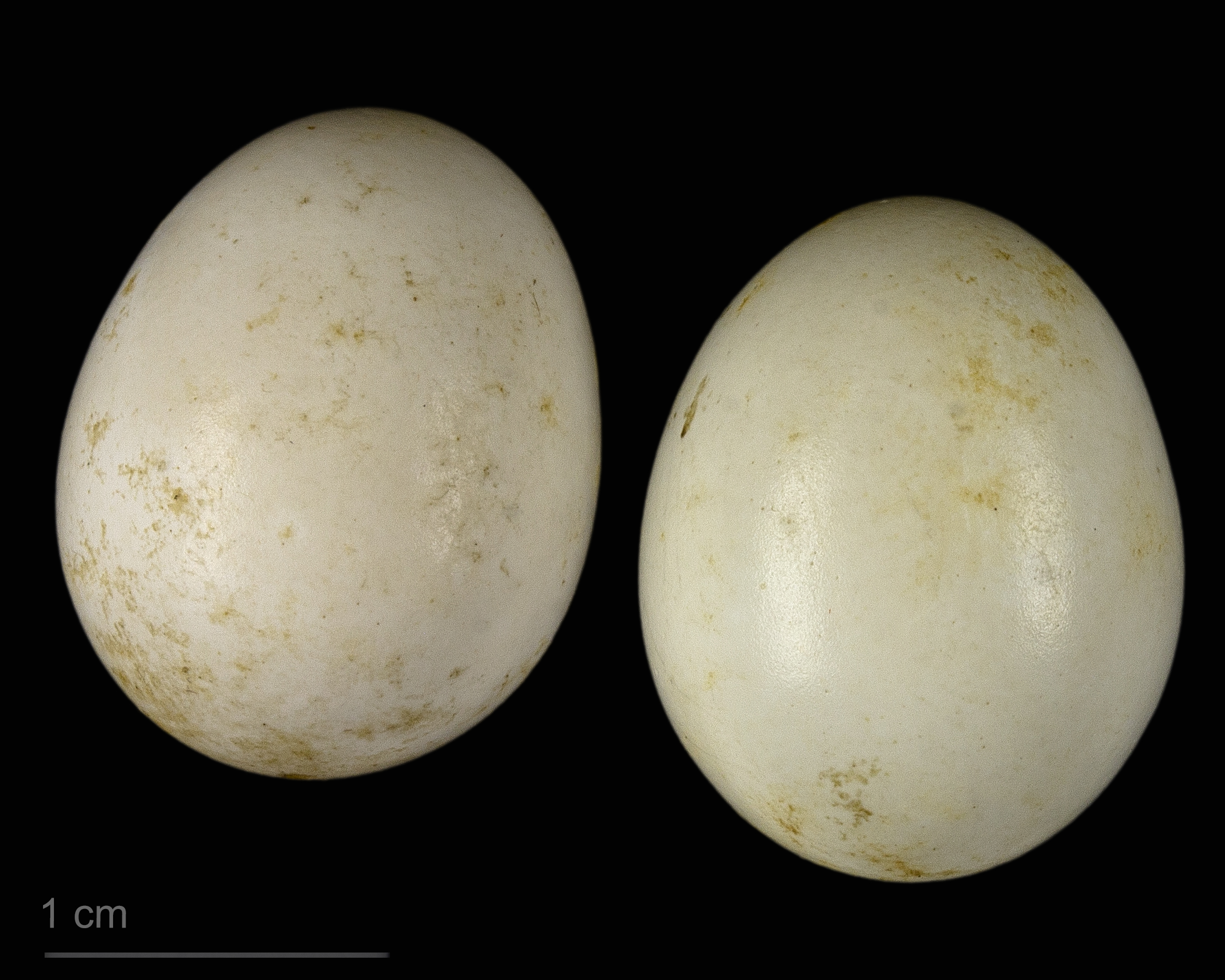
Tichodroma muraria

دَابّ أو صرّ الصخور هو طُوَيئر (مُصغر طائر) ينتمي إلى الطيور المغردة، ويعد النوع الوحيد في جنس ال(Tichodroma).